# Macrolobium herrerae
Macrolobium herrerae är en ärtväxtart som beskrevs av James Lee Zarucchi. Macrolobium herrerae ingår i släktet Macrolobium och familjen ärtväxter. Inga underarter finns listade i Catalogue of Life.